# Emarcea
Emarcea es un género de hongos en la familia Xylariaceae; según el 2007 Outline of Ascomycota, la ubicación en esta familia es incierta. Es un género monotípico, su única especie es Emarcea castanopsidicola.